# جورج دبليو. ماسون
جورج دبليو. ماسون (بالإنجليزية: George W. Mason)‏ هو صناعي أمريكي، ولد في 12 مارس 1891 في فالي سيتي في الولايات المتحدة، وتوفي في 8 أكتوبر 1954 في ديترويت في الولايات المتحدة بسبب التهاب البنكرياس.